# マダラロリカリア
マダラロリカリア（Pterygoplichthys disjunctivus Weber, 1991; シノニム: Liposarcus disjunctivus Weber, 1991）は、ナマズ目ロリカリア科に属する魚の一種。ヒポプレコ(サッカープレコ)の名称で観賞魚として販売されており、一部が野生化して外来種となっている。

## 分布
南アメリカのアマゾン川マデイラ川支流を原産地とする。
アメリカ、シンガポール、フィリピン、プエルトリコ、日本（沖縄県）に移入されて定着している。

## 特徴
全長33-50cm。縦扁の体の腹面にはまだら模様がある。
15℃以下の低水温では生息できない。藻類、底生動物などを食べる。
水深1～2m以浅の転石周辺、ホテイアオイの下などに生息する。

## 外来種問題
日本では、1989年に牧港川で定着が初めて確認され、現在では沖縄本島の6水系で野生化している。ペットとして飼われていた個体が放流されて定着したと考えられている。比謝川では1991年に生息が報告され、本種が優占種となってしまっている。
在来種の魚類と競争 して生態系へ悪影響を与える恐れがあり、外来生物法にもとづき生態系被害防止外来種に指定されている。